# 존 레스터
조너선 타일러 레스터(Jonathan Tyler Lester, 1984년 1월 7일 ~ )는 메이저 리그 베이스볼의 세인트루이스 카디널스에서 투수를 맡고 있는 미국의 프로야구 선수이다.  그는 이전에 2006년부터 2014년까지 보스턴 레드삭스, 그리고 2014년 오클랜드 애슬레틱스를 위하여 메이저 리그 베이스볼에서 활약하였다.  림프종과 진단 된지 2년 적게 후에 레스터는 출발하여 레드삭스를 위하여 2007년 월드 시리즈의 결승전을 우승하고, 2008년 5월 캔자스시티 로열스를 상대로 무안타 경기를 투구하였다.  그는 2013년 레드삭스를 또다른 챔피언십으로 이끄는 도움을 주었고, 컵스와 함께 2016년 월드 시리즈를 우승하였다.

## 고교 경력
워싱턴주 터코마에서 태어난 레스터는 벨러마인 예비교에서 수학하였다.  학교의 야구 팀을 위하여 활약한 레스터는 3회의 MVP와 3회의 전지역 선발 선수였다.  추가로 그는 2000년 워싱턴주를 위한 "올해의 게이터레이드 주립 선수"로 임명되었다.

## 프로 경력

### 보스턴 레드삭스
보스턴 레드삭스는 2002년 메이저 리그 베이스볼 드래프트의 57위 전체 선발과 함께 2번째 라운드에서 레스터를 선발하여 그해 아무 2번째 라운드 선수의 1백만 달러의 최고 계약 보너스를 그에게 주었다.
레스터는 빠르게 레드삭스 기구를 통하여 움직이며 2005년 클래스 AA 이스턴 리그의 포틀랜드 시독스를 위하여 11 승 7 패의 기록, 리그를 이끄는 2.61의 방어율과 리그 최고의 163개의 스트라이크아웃을 게시하였다.  그는 "올해의 이스턴 리그 투수"와 "올해의 레드삭스 마이너 리그 투수"로 임명되었으며, 이스턴 리그의 연말 올스타 팀과 연말의 톱스 클래스 AA 올스타 선수단에 왼손잡이 투수로서 선발되었다.
레스터는 마이너 리그에 있는 동안 레드삭스의 최고로 평가된 전망 선수들 중의 하나였으며, 다른 메이저 리그 팀들은 그를 취득하는 데 노력을 다 하였다.  텍사스 레인저스는 레스터를 제안된 일부이기로 요구하였으난 최후적으로 알렉스 로드리게스를 위하여 2004년 시즌 전에 거래를 거절하였다.  플로리다 말린스가 2006년 시즌 전에 조시 베켓을 위한 이적에서 그가 포함되기를 주장하였으나 다시 레드삭스가 레스터를 간직할 수 있었다.

#### 2006년
몇몇의 레드삭스 출발 선수들에게 생긴 부상의 발진과 일반의 무효와 함께 팀은 레인저스를 상대로 그의 메이저 리그 데뷔를 이루는 데 6월 10일 레스터를 다시 불렀다.  그는 자신의 루키 해에 7 승 2 패의 기록과 자신이 투구한 81과 3분의 1 이닝에서 4.76의 방어율을 올렸다.
8월 27일 레스터는 쓰라린 등의 이유로 오클랜드 애슬레틱스를 상대로 자신의 예정된 선발 등판 명단에서 지워졌다.  이어진 날 그는 15일간의 부상자 명단에 놓였고, 시험을 위하여 보스턴으로 돌려보내졌다.  당시 레스터의 등 문제들은 그달에 일찍이 그가 연루된 자동차 충돌의 결과로서 생각되었다.  8월 31일 레스터가 림프절과 진단되어 왔다고 보고되었고, 암의 형태들을 포함한 다양한 병이 의심되었다.  며칠 후에 매사추세츠 제네럴 병원의 의사들은 레스터가 림프종 형태를 가졌다고 확신시켰다.  레스터는 시애틀의 프레드 허친슨 암 연구 센터에서 오프 시즌에 화학 요법의 치료를 받았다.  12월 ESPN.com은 레스터의 최신 엑스선 전산화 단층 촬영에서 경감으로 나온 병의 확인 징후를 보이지 않았다고 했다.

#### 2007년

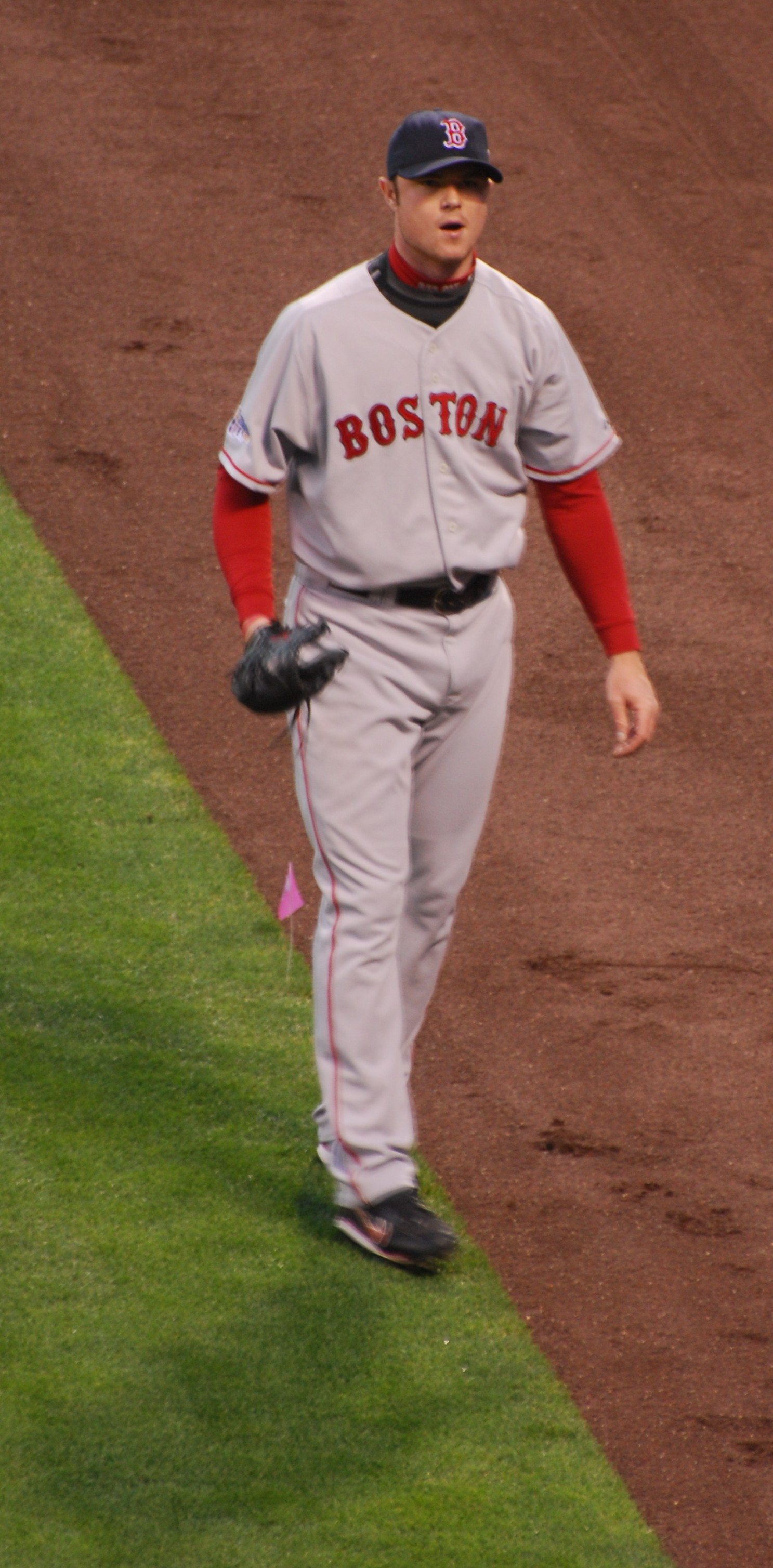
2007년 월드 시리즈의 4번째 경기 전에서

자신의 림프종의 성공적인 치료에 이어 레스터는 2007년 시즌을 통하여 중반에 레드삭스로 복귀할 수 있었다.  레스터는 그해 봄 훈련에 참석하고, 클래스 A 그린빌 드라이브에서 시즌을 시작할 수 있었다.  레스터는 그러고나서 4월 후순에 트리플 A 포터킷 레드삭스에서 플레이하였다.  6월 레스터는 부상자 명단에서 제외되었고, 더욱 멀리 갱생 산책들을 위하여 포터킷으로 보내졌다.
레스터는 클리블랜드에 있는 제이콥스 필드 클리블랜드 인디언스를 상대로 7월 23일 레드삭스를 위하여 자신의 첫 2007년 출발에 6이닝을 투구하고, 5개의 안타에 2개의 득점을 허용하여 6명의 타자를 스트라이크아웃 시켜 우승을 손에 넣었다.  9월 26일 펜웨이 파크에서 애슬레틱스를 상대로 레스터는 베테랑 포수 마이크 피아자에게 그의 메이저리그 마지 홈런을 내주었다.  콜로라도 로키스를 상대로 2007년 월드 시리즈에서 레스터는 레드삭스를 위하여 시리즈를 결말 짖는 4번째 경기를 우승하여 3개의 스트라이크를 수집하는 동안 5와 3분의 2의 이닝을 투구하여 3개의 안타를 내어주었다.  레스터는 자신의 첫 포스트 시즌 출발에서 시리즈를 결말짓는 경기를 승리한 월드 시리즈 역사상 3번째 투수가 되었다.

#### 2008년
2008년 5월 19일 레스터는 캔자스시티 로열스를 상대로 7 대 0  노히트 경기를 만들어냈다.  그 일은 레드삭스 역사상 18번째 노히트 경기였다.  레스터는 경기에서 130개의 투구를 던져 2개의 사사구를 허용하고, 9명의 타자를 스트라이크아웃 시켰으며 2이닝에서 견제 시도하다 실책을 기록함으로서 비난을 받았다.  그 일은 1956년 멜 파넬 이래 레드삭스의 좌완 선발 투수에 의하여 던져진 첫 노히트경기였고, 지난해 9월 동료 선수 클레이 벅홀츠 이래 메이저 리그 베이스볼에서 처음이었으며 제이슨 베리텍에 의하여 잡혀진 메이저 리그 베이스볼 기록의 4번째 노히트 경기이다.  그 일은 여태까지 로열스를 상대로 투구된 2번째 무안타 경기일 뿐이며 놀런 라이언이 1973년 다른 무안타 경기를 투구하였다.
그해에 레스터는 3.21의 방어율과 함께 16 승 6 패를 기록했다.  자신의 무안타 경기와 더불어 그는 양키 스타디움에서 자신의 첫 선발에 5피안타 완봉을 기록하였다.  그는 7월과 9월 "이달의 아메리칸 리그 투수"로 선정되었다.  레스터는 또한 아메리칸 리그 디비전 시리즈에서 에인절스를 상대로 레드삭스가 승리하는 데 결정적인 인물이었으며, 득점 허용없이 14이닝을 투구하였다.  레스터는 지난 3년에 전부의 출발 투수들의 2번째로 가장 높은 승률(27 승 8 패, .771)을 가졌고, 이번해 210.3이닝을 던지며 레드삭스를 이끌었다.
2008년 아메리칸 리그 챔피언십 시리즈의 3번째와 7번째 경기에서 레스터의 패배들은 연속적 출발에서 여태까지 그의 첫 패배들이었다.
레스터는 또한 "최고로 싸움의 정신을 예증하고 허친슨의 경쟁적인 욕구"인 메이저 리그 선수에게 주어진 2008년 허치 상을 받기도 하였다.

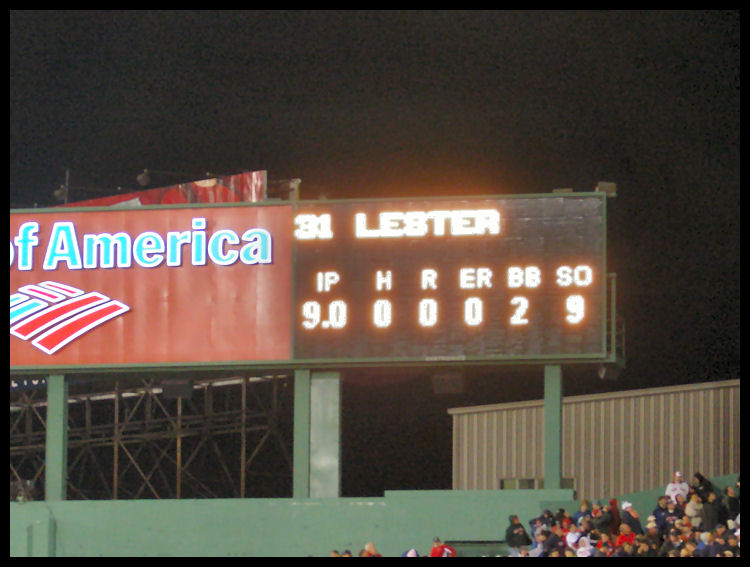
2008년 5월 19일 레스터의 무안타 경기에 이어 펜웨이 파크 내부의 경기 결과 표

#### 2009년
2009년 3월 8일 레스터는 2014년 1천 4백만 달러의 팀옵션과 함께 5년, 3천만 달러의 연장계약에 동의하였다.
시즌은 레스터가 자신의 첫 2번의 선발등판에서 11개의 득점을 허용하고 패배들을 얻으면서 부족하게 시작하였다.  이 일은 연속적 정규 시즌 시작들에서 그가 패한 처음이었다.  그는 5월 후순에 매우 잘 투구하기 시작하여 자신의 최종 22개의 출발에서 2.31의 방어율과 함께 12 승 3 패로 갔다.  6월 6일 레스터는 펜웨이 파크에서 아메리칸 리그 서부를 이끄는 레인저스를 상대로 2번째 무안타 경기 기록을 위한 자신의 입찰을 이루었다.  그는 6과 3분의 1의 완벽한 이닝을 투구하여 첫 6개의 이닝을 통하여 61개의 투구에 10명의 타자를 스트라이크아웃 시켰다.  마이클 영은 무안타 경기를 깨뜨리는 7이닝에서 좌측 센터로 2루타를 쳤으나 레스터는 끝까지 완투하여 총 11명의 타자를 스트라이크아웃 시켜 2번의 선발등판에서 23개의 스트라이크아웃을 기록하였다. (그는 자신의 이전 선발 경력 최고 12개의 스트라이크아웃을 기록했었다.)  8월 14일 레스터는 2009년 시즌에서 6번째로 10명의 타자들을 스트라이크아웃 시켜 여태까지 레드삭스의 왼손잡이 투수들에 의한 가장 많은 수이다.  그는 그 시즌 전에 전혀 그것을 해내지 않았다.  그해 레스터는 32개의 경기를 시작하여 3.41의 방어율과 함께 15 승 8 패를 기록했다.
레스터는 로스앤젤레스 에인절스 오브 애너하임을 상대로 그해의 아메리칸 리그 디비전 시리즈의 첫 경기를 시작하였으나 레드삭스는 경기를 5 대 0으로 패하여 결국 시리즈에서 탈락했다.

#### 2010년
2010년 레스터는 4월 자신의 첫 출발을 우승하고, 그러고나서 5월 자신이 시작한 6개의 경기 중 5승을 거두었다.  레스터는 1.84의 방어율과 45개의 스트라이크아웃과 함께 5 승 0 패를 기록했고, "이번 달의 아메리칸 리그 투수"상을 수상하여 개인 통산 3번째로 그 상을 수상하였다.
6월 16일 애리조나 다이아몬드백스를 상대로 그는 자신의 통산 50승을 거두었다.  레스터는 7월 1일 아메리칸 리그 올스타 팀으로 선발되었으며, 이 일은 그의 첫 선발이었다.  올스타 브레이크 당시 그는 2.78의 방어율, 124개의 스트라이크아웃과 함께 11 승 3 패였다.  그는 아메리칸 리그 투수로 6회에 등판하여 주자를 허용하지 않고 내려갔다.
7월 25일 그는 시애틀 매리너스를 상대로 6이닝 퍼펙트를 기록중이었으나, 에릭 패터슨에 의하여 만들어진 실책의 이유로 그 이닝에서 퍼펙트가 깨지게 되었다.  마이클 손더스에 의한 홈런은 무안타를 깼다.  패배는 올스타 브레이크 후, 레스터가 가져간 정렬에서 4개의 패배들 중에 2번째였다.  그는 결국적으로 양키스를 상대로 6개의 완봉 이닝을 던지는 데 회전하고, 그러고나서 레인저스를 상대로 몸이 안 좋음에 불구하고 8개의 완봉 이닝을 던졌다.  레스터는 시즌을 강하게 끝내며 가장 좋은 터치아웃의 동작을 개발하였으나 20개만의 우승으로 떨어졌다.
레스터는 시즌을 메이저 리그에서 스트라이크아웃에서 4위 (225)와 우승에서 4위 (19)로 시즌을 끝냈다.  그는 투수들을 위한 평균의 해에 위에서 3.25의 방어율과 함께 메이저 리그에서 25위를 하였다.  레스터는 2010년 사이 영 상을 위한 투표에서 4위를 하기도 하였다.

#### 2011년
2011년 레인저스를 상대로 순회 도중 레스터는 레드삭스를 위한 오프닝 데이 선발투수였다.  그는 완고한 시즌을 가져 2번째 해를 위하여 우승에서, 그리고 3번째 해를 위하여 스트라이크아웃에서 레드삭스의 교체를 이끌었다.  그는 아메리칸 리그 올스타 팀으로 임명되어 펠릭스 에르난데스를 대체하였으나 부상을 당한 이유로 투수에 나가지 않았다.
레스터는 팀의 나머지와 더불어 분투하였고, 양키스를 상대로 출발에서 8개의 득점을 내주는 것을 포함하여 자신의 마지막 3개의 판정승을 패하였다.  그는 볼티모어 오리올스를 상대로 시즌의 결승을 투구하였으며, 6개의 이닝을 투구하고 2개만의 득점을 내주었다.  불펜은 선두를 가지고 있지 못하였으며 레드삭스는 탈락되었다.  레스터는 3.41의 방어율과 함께 15 승 9 패로 시즌을 끝냈다.  그는 스트라이크아웃 (11위), 우승 (10위)와 방어율 (17위)에서 톱 20에 끝냈다.
2011년 시즌의 말기에 레스터와 2명 더의 출발 투수들은 그 3명이 경기가 열리는 동안 술을 마셨다고 말한 논쟁의 중심에 있었다.  많은 사람들은 이 일이 왜 레드삭스가 9월 7 승 20 패로 가고 시즌의 마지막 날에 탈락된 이유의 일부였다는 것을 가정하였다.  레스터는 정말 무슨 일이었나를 말하는 데 첫 선수였고, 그들이 그날 투구하지 않고 있을 때 술만을 마시려고 한 스트레스를 받았다.  레스터는 자신의 음주에 인정하는 데 3명의 출발 투수들 중 첫 선수였다.

#### 2012년
2012년 레스터는 레드삭스를 위하여 또다시 오프닝 데이의 선발투수였다.  레스터의 시즌은 매우 실망적이였고, 9 승 14 패의 기록, 4.82의 방어율과 .273의 피안타율을 기록하였다.

#### 2013년
2013년 5월 10일 레스터는 토론토 블루제이스를 상대로 완봉하여 28명만의 타자를 상대하였다.  이 경기 이전 오직 1904년 사이 영만이 레드삭스 소속으로 이 기록을 가진 마지막 투수였다
10월 3일 레스터는 2009년 이래 포스트시즌으로 처음으로 돌아간 레드삭스에서 탬파베이 레이스를 상대로 그해 아메리칸 리그 디비전 시리즈를 위하여 선발투수로서 임명되었다.  이어진 날 펜웨이 파크에서 열린 디비전 시리즈의 첫 경기에서 레스터가 7명의 타자를 스트라이크아웃 시키면서 레드삭스는 12 대 2로 우승하였다.  레스터는 또한 경기를 시작하는 데 첫 4명의 타자의 4개의 스트라이크아웃을 위한 조시 베켓의 레드삭스 포스트시즌 기록을 동점매겼다.  10월 12일 레스터는 디트로이트 타이거스를 상대로 아메리칸 리그 챔피언십 시리즈의 첫번째 경기를 시작하였다.  그는 4개의 스트라이크아웃과 함께 6과 3분의 1을 투구하고 하나의 득점을 허용하였으나 출발 선수 아니발 산체스에 의하여 이끌어진 타이거스의 투수들에 의하여 함께 놓은 하나의 안타 경기에 의하여 한 수 위였다.  10월 17일 코메리카 파크에서 레스터는 5번째 경기에서 다시 산체스를 향하였다.  레스터가 5개의 이닝을 투구하고, 번트 시도에 1루로 수비 회전과 함께 전 동료 선수 호세 이글레시아스에 5번째 이닝을 던진 눈부신 방어 실력들을 보이면서 레드삭스가 4 대 3으로 우승하였다.
아메리칸 리그 챔피언십에서 레드삭스의 승리 후, 레스터는 세인트루이스 카디널스를 상대로 2013년 월드 시리즈의 첫번째 경기를 시작하는 데 선발되었다.  레스터는 카디널스의 출발 선수 애덤 웨인라이트에 8 대 1의 승리로 투구하였다.  그러고나서 레스터는 또다시 웨인라이트에 우승한 5번째 경기로 가 레드삭스에게 3 대 2의 선두를 주었다.  레드삭스는 6개의 경기에서 시리즈를 우승하였다.

#### 2014년
2014년 5월 3일 레스터는 애슬레텍스를 상대로 8개의 안타 이닝을 투구하여 경력 사상 최고의 15개의 스트라이크아웃을 가졌다.  그 일은 2010년 조시 베켓 이래 레드삭스의 투수에 의한 가장 많은 수였다.

### 오클랜드 애슬레틱스
7월 31일 레스터와 조니 고메스는 요에니스 세스페데스와 경쟁적 라운드의 2015년 드래프트 선발을 위하여 애슬레틱스로 이적되었다.  그 트레이드는 레스터를 전 동료 선수들 제드 로우리, 코코 크리스프, 브랜던 모스와 조시 레딕과 재결합 시켰다.  그는 8월 2일 로열스를 상대로 자신의 데뷔 선발전을 승리했다.  그는 애슬레틱스를 위하여 투구하는 동안 2.35의 방어율과 함께 6 승  4 패의 기록을 가졌다.
7월에 레스터는 데릭 지터에 명예를 준 "Air Jordan Re2pect"의 광고에서 카메오 출연을 하였다.  레스터는 양키스의 주장에게 자신의 모자를 뒤집어 엎는 것으로 보여 광고에서 그렇게 하는 데 처음이었다.
레스터는 2.46의 방어율과 함께 16 승 11 패의 기록을 가지고, 아메리칸 리그 사이 영 상 투표에서 4위를 하였다.

### 시카고 컵스
2014년 12월 레스터는 1천 5백만 달러에 7번째 해를 위한 연금 수령권 선택과 함께 시카고 컵스와 6년, 15천 5백만 달러로 동의되었다.

#### 2015년
레스터는 4월 5일 카디널스를 상대로 오프닝 나잇이 열리는 동안 컵스를 위하여 첫 출발을 이루었다.  그는 컵스가 카디널스에 의하여 3 대 0으로 패하면서 3개의 득점을 허용한 4.1 이닝을 투구하였다.  그는 24개의 스트라이크아웃과 함께 투구한 21.2의 이닝에서 0 승 2 패의 기록과 6.23의 방어율과 함께 4월을 끝냈다.
5월 27일 워싱턴 내셔널스와 짝짓기에서 레스터는 데너드 스팬을 거의 뚫은 깊은 센터로 플라이볼을 쳤다.  스팬은 이닝의 말기로 플라이볼을 잡아 그의 경력을 시작하는 데 레스터를 기록을 세우는 0 루 59 타로 가져왔다.  7월 6일 레스터는 타자로서 자신의 경력 0 루 66 타를 시작한 후, 카디널스의 존 래키를 상대로 자신의 첫 경력 메이저 리그 안타를 기록하였다.
레스터는 11 승 13 패의 기록을 게시하여 컵스와 함께 자신의 첫 해에 3.34의 방어율과 함께 투구한 205개의 이닝을 기록하였다.  그는 44개와 함께 허용된 도루에서 메이저 리그를 이끌었다.
10월 9일 그는 카디널스를 상대로 내셔널 리그 디비전 시리즈의 첫번째 경기에서 패한 투수였다.  10월 17일 그는 뉴욕 메츠를 상대로 내셔널 리그 챔피언십 시리즈의 첫번째 경기에서 다른 패배를 가져갔다.

#### 2016년
2016년 7월 31일 매리너스를 상대로 레스터는 21번째 이닝에서 벤치에서 떨어져 나와 우승 득점을 매기는 데 번트를 내렸다.  하나의 아웃과 제이슨 헤이워드와 2 대 2의 투구에 레스터는 3번째 이닝에서 6 대 0으로 내려간 컵스를 위하여 무서운 복귀를 마무리 지었다.
그해 레스터는 19개의 우승과 함께 내셔널 리그에서 2위를 하였다.  그는 방어율에서 2위(2.44)를 하기도 하였다.  그는 베이스 퍼센티지에 왼쪽에서 전부의 메이저 리그 투수들을 이끌어 베이스 득점자들의 84.9%를 얻었다.
레스터는 샌프란시스코 자이언츠를 상대로 그해의 내셔널 리그 디비전 시리즈의 첫번째 경기를 시작하였다.  그는 8개의 무득점 이닝을 던진 후, 우승을 얻어 컵스는 4개의 경기에 1로 시리즈를 우승하러 갔다.

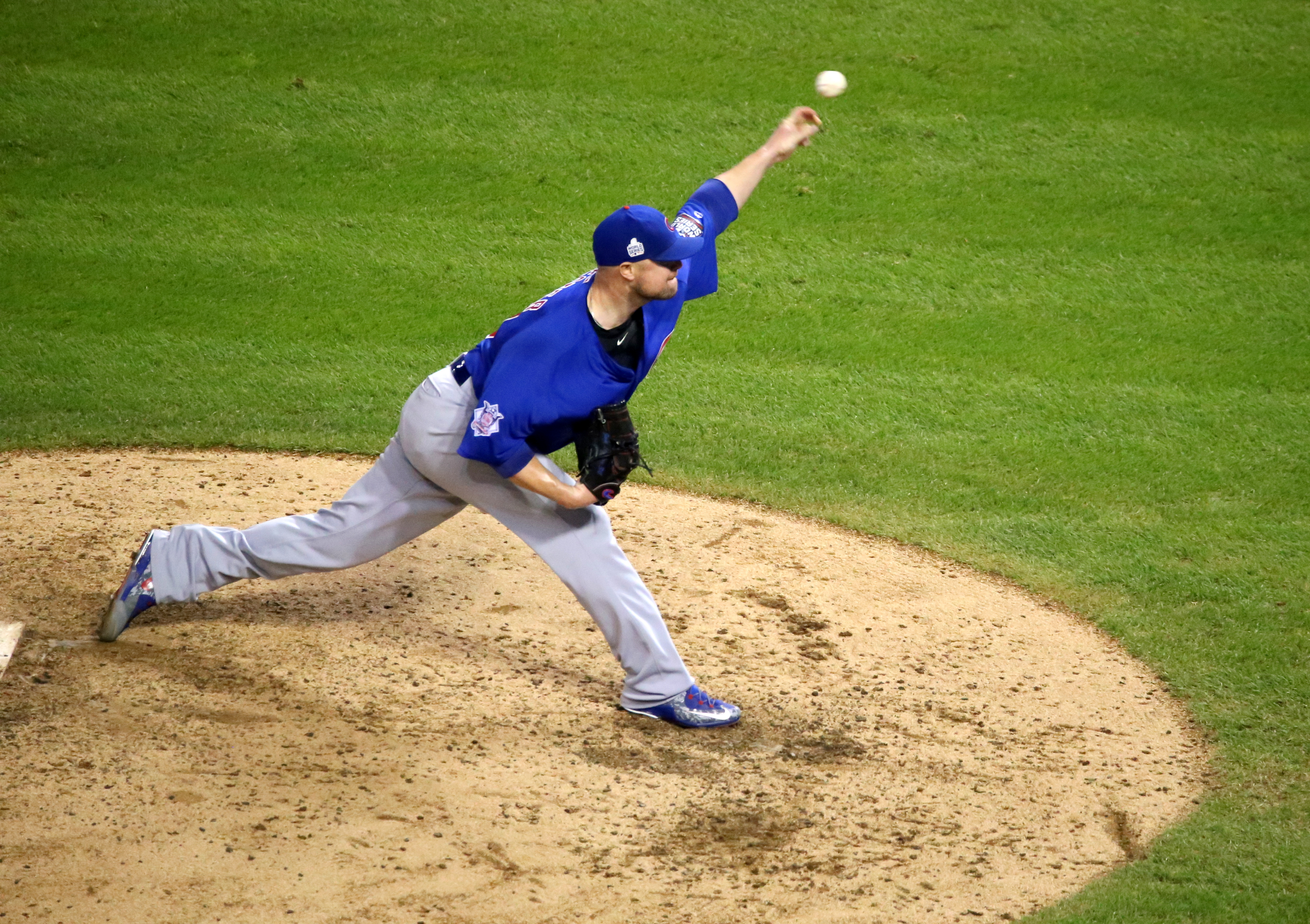
2016년 월드 시리즈에서 투구하는 레스터

레스터는 또한 로스앤젤레스 다저스를 상대로 내셔널 리그 챔피언십 시리즈의 첫번째 경기를 시작하였으며, 그는 6개의 이닝을 투구하고 하나의 득점 만을 허용하여 판정승을 가지지 않았다.  그는 또한 시리즈의 5번째 경기를 시작하고, 하나의 득점 볼의 7개 이닝을 투구하여 자신의 포스트시즌 3번째 우승을 얻었다.  컵스는 4개의 경기에 2로 시리즈를 우승하였다.  레스터는 하비에르 바에스와 더불어 그해 내셔널 리그 챔피언십 시리즈의 공동 MVP로 임명되었다.  레스터의 상연은 1945년 이래 처음으로 월드 시리즈로 컵스를 추진하는 도움을 주었다.
레스터는 인디언스를 상대로 2016년 월드 시리즈의 첫번째 경기 출발 선수로 임명되어 5.2의 이닝을 던지고 3개의 득점을 허용한 후 패배를 가져갔다.  레스터는 또한 5번째 경기를 시작하여 6개의 이닝에서 2개 만의 득점을 허용하여 시리즈를 확장시키는 데 컵스의 3 대 2의 승리로 이끌었다.  레스터는 컵스가 108년 만에 자신들의 첫 챔피언십을 우승한 7번째 경기에서 구원에 투구하였다.

#### 2017년
8월 1일 레스터는 자신의 2,000번째 경력 스트라이크아웃을 기록하였고, 또한 자신의 첫 경력 홈런을 치기도 하였다.  8월 18일 레스터는 왼쪽 어깨의 피로에 10일간 장애자 명단에 놓였다.

#### 2018년
봄 훈련이 있는 동안 레스터는 컵스를 위하여 오프닝 데이의 출발 선수로서 공고되었다.  2018년 7월 1일 레스터는 미네소타 트윈스에 11 대 10의 우승에서 랜스 린에 자신의 2번째 경력 홈런을 쳤다.
2.25의 방어율과 11 승 2 패의 기록을 소유한 레스터는 그해 메이저 리그 베이스볼 올스타 경기로 임명되었으며, 자신이 참가할 수 없었어도 그는 잭 그링키에 의하여 대체되었다.  시즌을 위하여 그는 3.32의 방어율과 함께 18 승 6 패였다.